# Cratère de Mount Toondina

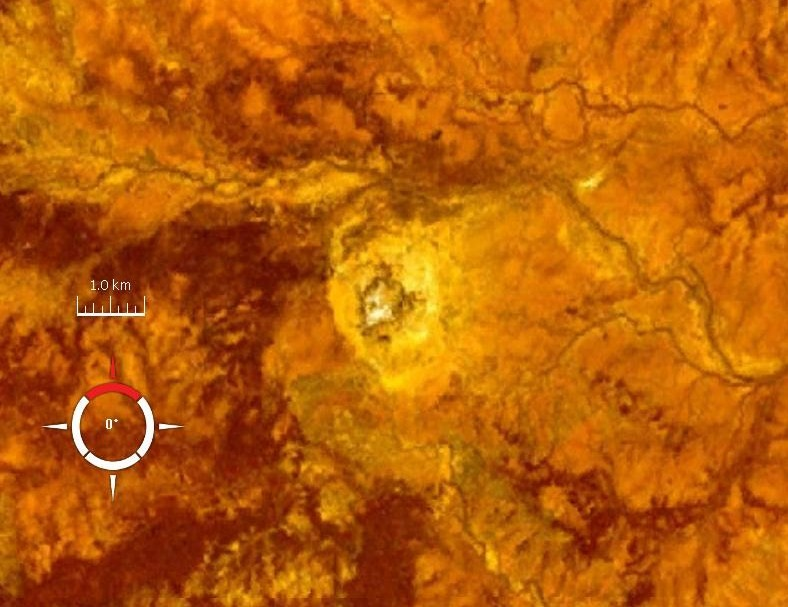
Vue satellite du cratère de Mount Toondina

Le cratère de Mount Toodina est un cratère d'impact situé à 45 km au sud de la localité d'Oodnadatta en Australie.
Son diamètre est de 4 km et son âge est estimé à 110 millions d'années.